# Cisticole à couronne dorée
Cisticola exilis
Espèce
Statut de conservation UICN

 LC  : Préoccupation mineure
La Cisticole à couronne dorée (Cisticola exilis), également connue sous le nom de Cisticole à tête d'or est une espèce de fauvettes de la famille des Cisticolidae, que l'on trouve en Australie et dans 13 pays asiatiques. Mesurant entre 9 et 11,5 centimètres de long, elle est généralement de couleur marron et crème, mais elle a un aspect différent pendant la saison des amours, avec un corps de couleur dorée et une queue beaucoup plus courte. Elle est omnivore et émet fréquemment des vocalisations variées. Connue comme le « plus fin tailleur de tous les oiseaux », elle construit des nids avec des plantes et des fils d'araignée. Elle s'accouple pendant la saison des pluies. Elle a une très grande aire de répartition et une population très importante, qui serait en augmentation. Il s'agit de la seule espèce de cisticoles dont l'aire de répartition n'englobe pas l'Afrique tropicale.

## Distribution
Son aire de répartition s'étend de l'Inde à la Chine et jusqu'en Indonésie et au nord de l'Australie.

## Liste des sous-espèces
- Cisticola exilis alexandrae Mathews, 1912 —  Australie (Territoire du Nord, Queensland, Australie occidentale)
- Cisticola exilis courtoisi La Touche, 1926
- Cisticola exilis diminutus Mathews, 1922 (= Cisticola exilis mixta Mathews, 1912) — Australie (Queensland), Indonésie (Nouvelle-Guinée occidentale), Papouasie-Nouvelle-Guinée
- Cisticola exilis equicaudatus E.C.S. Baker, 1924
- Cisticola exilis erythrocephalus Blyth, 1851
- Cisticola exilis exilis (Vigors & Horsfield, 1827)
- Cisticola exilis lineocapilla (Gould, 1847)
- Cisticola exilis mixta : voir Cisticola exilis diminuatus
- Cisticola exilis polionotus Mayr, 1934
- Cisticola exilis rusticus Wallace, 1863
- Cisticola exilis semirufus Cabanis, 1872
- Cisticola exilis tytlerii Jerdon, 1863
- Cisticola exilis volitans (Swinhoe, 1859)